# Juan de Dios Gavilano Ramírez
Juan de Dios Gavilano Ramírez (Bellavista, Callao, Perú, 15 de enero de 1964) es un abogado y político peruano. Fue alcalde del Distrito de Carmen de La Legua - Reynoso en tres oportunidades (1994-1995), (1996-1998) y (2007-2010), Teniente Alcalde (1993- mayo de 1994), Regidor (2002-2006), y Consejero del Gobierno Regional del Callao (2011-2014).

## Biografía
Nació el 15 de enero de 1964 en la ciudad de Bellavista, Callao, sus padres fueron Constantino natural de Ica y Gricelda natural de Niepos Cajamarca, fue el penúltimo de once hermanos. Los estudios secundarios los realizó en el Colegio Nacional Mixto Raúl Porras Barrenechea, entre los años 1977 y 1981.
En su juventud fundó en su distrito el Club Deportivo y Cultural Bémfica el 19 de mayo de 1984, orientado a impulsar el deporte en los menores de su jurisdicción para luego abarcar sectores del Callao y Lima, también fue cofundador de la Liga de Menores de Carmen de la Legua y la Asociación Deportiva de la Unidad Vecinal N° 3. [cita requerida]
Realizó estudios de Derecho  en la Universidad Inca Garcilaso de la Vega, licenciándose en 2014.

## Trayectoria política
En 1985 ingresa a la vida política como Secretario de Doctrina a nivel distrital en el Partido Popular Cristiano (PPC), posteriormente en el año 1992 fue elegido en elecciones internas Secretario General distrital de Carmen de la Legua - Reynoso, donde tuvo que enfrentar las restricciones políticas producto del auto golpe de Estado del 5 de abril de 1992 que diera Alberto Fujimori, fecha que coincidió con su juramentación como Secretario General Distrital del PPC. Aquel día, las Fuerzas Armadas y la Policía Nacional cerraron el local partidario por varias horas y los representantes presentes en ese momento tuvieron que trasladarse a su domicilio en el Jr. Mariano Melgar cuadra 2. Entre los asistentes se destacó la presencia de Alberto Borea, Julio Cesar Castiglioni, Enrique Elías La Rosa, Evelia Diaz entre otros dirigentes y vecinos.[cita requerida]

### Elecciones de 1993
En las Elecciones Municipales postergadas para inicios del año 1993, la Profesora Olga  Moreano Vargas fue elegida Alcaldesa Distrital de Carmen de la Legua - Reynoso, y Juan de Dios Gavilano Ramírez, Teniente Alcalde.

### Elecciones de 1996
Fue reelegido en el periodo 1996 - 1998 por la Alianza fujimorista Cambio 90 - Nueva Mayoría. Entre 1999 y el 2002 trabajó como Jefe de Participación Vecinal y Asesor de alcaldía en el Distrito de Los Olivos.

### Elecciones de 2002
El año 2002 postula como candidato a regidor distrital de Carmen de la Legua, siendo nuevamente elegido.

### Elecciones de 2006
En el año 2006 postula por el Movimiento Independiente Chim Pum Callao, ganando nuevamente la Alcaldía distrital. En este periodo tuvo como gerente de administración de finanzas (2006 y 2007) y gerente municipal (2008 2010) a quién sería su sucesor en la alcaldía Raul Odar representante de la misma agrupación política.

### Elecciones de 2010
En las elecciones regionales del 2010, se presenta como candidato a Consejero Regional del Gobierno Regional del Callao siendo elegido Consejero Regional para el periodo 2011 -2014. 